# Estación Talcamávida
Talcamávida es una estación ubicada en la comuna de Hualqui, Chile, que fue construida junto con el Ferrocarril Talcahuano - Chillán y Angol, e inaugurada en 1873. Luego pasó a formar parte de la Red Sur de Ferrocarriles del Estado, y es parte del ramal San Rosendo - Talcahuano.
El edificio estación actual fue realizado dentro de la Alianza para el Progreso, al igual algunas de las estaciones de la Red Sur de EFE.
En el año 2002, empieza a tener detención el nuevo servicio Automotor Nocturno Alameda-Talcahuano, en reemplazo del Antiguo Rápido del Biobío.

## Servicios

### Actuales
Desde la década de 1990 la estación presta servicios entre Talcahuano, Concepción y Laja. Es para el 1 de mayo de 2008 que inician los servicios del actual tren Talcahuano-Laja. El servicio presta ocho servicios diarios.